# Schenkenhorst (Gardelegen)

Lage der Ortschaft Schenkenhorst in Gardelegen

Schenkenhorst ist ein Ortsteil der gleichnamigen Ortschaft der Hansestadt Gardelegen im Altmarkkreis Salzwedel in Sachsen-Anhalt.

## Geografie
Schenkenhorst, ein Straßendorf mit Kirche, liegt rund elf Kilometer nördlich der Altstadt von Gardelegen an der Milde in der Altmark und ist über die B 71 und die Kreisstraße 1085 zu erreichen.
Nachbarorte sind Engersen und Klein Engersen im Nordwesten, Kremkau im Nordosten, Algenstedt im Osten, Lüffingen im Süden und Estedt im Südwesten.

## Geschichte

### Mittelalter bis Neuzeit
Die erste urkundliche Erwähnung von Schenkenhorst stammt aus dem Jahre 1420 als vor dem dorfe schenkenhorst, als berichtet wurde, dass dem Bürger Hans Ludeke im Jahre 1416 eine Kuh vor dem Dorf gestohlen worden war. Weitere Nennungen sind 1473 Schenckenhorst und 1687 Schenckenhorst.
Der Gutshof gehörte zu einem Rittergut, das vor 1842 dismembriert wurde.

### Eingemeindungen
Ursprünglich gehörte das Dorf zum Salzwedelischen Kreis der Mark Brandenburg in der Altmark. Zwischen 1807 und 1810 lag es im Kanton Zichtau auf dem Territorium des napoleonischen Königreichs Westphalen. Ab 1816 gehörte die Gemeinde zum Kreis Gardelegen, dem späteren Landkreis Gardelegen. Ab dem 25. August 1952 gehörte sie zum Kreis Kalbe (Milde). Nach dessen Auflösung wurde sie am 1. Januar 1988 in den Kreis Gardelegen umgegliedert. Seit dem 1. Juli 1994 gehört Schenkenhorst zum Altmarkkreis Salzwedel.
Durch einen Gebietsänderungsvertrag beschloss der Gemeinderat der Gemeinde Schenkenhorst am 11. Dezember 2008, dass die Gemeinde Schenkenhorst in die Hansestadt Gardelegen eingemeindet wird. Dieser Vertrag wurde vom Landkreis als unterer Kommunalaufsichtsbehörde genehmigt und trat am 1. Juli 2009 in Kraft.
Nach Eingemeindung der bisher selbstständigen Gemeinde Schenkenhorst wurde Schenkenhorst Ortsteil der Hansestadt Gardelegen. Für die eingemeindete Gemeinde wurde die Ortschaftsverfassung nach den §§ 86 ff. Gemeindeordnung Sachsen-Anhalt eingeführt. Die eingemeindete Gemeinde Schenkenhorst und künftige Ortsteil Schenkenhorst wurde zur Ortschaft der aufnehmenden Hansestadt Gardelegen. In der eingemeindeten Gemeinde und nunmehrigen Ortschaft Schenkenhorst wurde ein Ortschaftsrat mit acht Mitgliedern einschließlich Ortsbürgermeister gebildet.

### Einwohnerentwicklung
| Jahr | Einwohner |
| ---- | --------- |
| 1734 | 145       |
| 1772 | 143       |
| 1789 | 161       |
| 1798 | 234       |
| 1801 | 236       |
| 1818 | 188       |

| Jahr | Einwohner |
| ---- | --------- |
| 1840 | 226       |
| 1864 | 279       |
| 1871 | 302       |
| 1885 | 289       |
| 1892 | [00]253   |
| 1895 | 258       |

| Jahr | Einwohner |
| ---- | --------- |
| 1900 | [00]261   |
| 1905 | 280       |
| 1910 | [00]257   |
| 1925 | 254       |
| 1939 | 242       |
| 1946 | 413       |

| Jahr | Einwohner |
| ---- | --------- |
| 1964 | 304       |
| 1971 | 426       |
| 1981 | 242       |
| 1993 | 221       |
| 2006 | 180       |
| 2012 | [0]154    |

| Jahr | Einwohner |
| ---- | --------- |
| 2017 | 157       |
| 2021 | [0]138    |
| 2022 | [0]139    |

Quelle, wenn nicht angegeben, bis 2006:

## Religion
Die evangelischen Christen der Kirchengemeinde Schenkenhorst, die früher zur Pfarrei Estedt gehörte, werden heute betreut vom Pfarrbereich Estedt im Kirchenkreis Salzwedel im Propstsprengel Stendal-Magdeburg der Evangelischen Kirche in Mitteldeutschland.

## Politik

### Ortsbürgermeister
Der Ortsbürgermeister der Ortschaft Schenkenhorst ist Fabian Krüger.

### Ortschaftsrat
Die ehrenamtlichen Kommunalpolitiker des Schenkenhorster Ortschaftsrats wurden im Jahre 2016 landesweit bekannt, als sie sich gemeinsam mit anderen Politikern gegen die Abschaffung der Ortschaftsräte in Ortschaften mit weniger als 300 Einwohnern einsetzten. So wird seit der Änderung des Kommunalverfassungsgesetzes im Jahr 2018 von einer Gemeinde per Beschluss einer Ortschaftsverfassung (die in der Hauptsatzung veröffentlicht wird) entschieden, ob ein Ortschaftsrat oder ein Ortsvorsteher gewählt wird. Ein Ortschaftsrat hat ein Vorschlagsrecht in allen Angelegenheiten, die die Ortschaft betreffen.
Bei der Ortschaftsratswahl am 26. Mai 2019 errang die „Wählergruppe Schenkenhorst“ alle 7 Sitze, konnte aber nur 6 Kandidaten aufstellen und besetzen.

## Kultur und Sehenswürdigkeiten
- Die evangelische Dorfkirche Schenkenhorst wurde 1872 als neoromanischer Bau auf den Resten eines Vorgängerbaus aus dem Anfang des 13. Jahrhunderts errichtet[14] und 1875 geweiht. Zu den interessantesten Teilen ihrer Ausstattung gehören Reste eines mittelalterlichen Altarschreins, die darauf hindeuten, dass es hier bereits Anfang des 16. Jahrhunderts einen Vorgängerbau gegeben haben könnte. Die Orgel der Kirche wurde 1881 von Orgelbaumeister August Troch aus Neuhaldensleben gebaut.[19]
- Auf dem Gelände des denkmalgeschützten Ritterguts steht das Gutshaus derer von Alvensleben aus dem Jahre 1705. Es war einst eine Art Wasserschloss.[14]
- Neben der Kirche befindet sich der Ortsfriedhof mit einem Park, der unter Denkmalschutz steht.[4]
- In der Ortsmitte steht ein Ehrenmal für die Opfer beider Weltkriege.[20]